# Mozilla Firefox 2
A Mozilla Firefox 2 a Mozilla Firefox webböngésző egyik verziója, mely 2006. október 24-én jelent meg a Mozilla Alapítvány gondozásában.
A Firefox 2 a weboldalak megjelenítéséhez a nyílt forrású Gecko böngészőmotor 1.8.1-es változatát használja. Ebben a kiadásban sok új szolgáltatás helyet kapott, mely az ezt megelőző, Firefox 1.5 verzióban még nem volt megtalálható, köztük a fejlettebb SVG és a JavaScript 1.7 támogatása, valamint változtatások történtek a felhasználói felületen is.
A Firefox 2 első alfa verziója (Bon Echo Alpha 1) 2006. március 22-én jelent meg. Elsőként tartalmazta a Gecko 1.8.1 böngészőmotort. A Mozilla Firefox 2.0.0.x az utolsó verzió, mely támogatott Windows NT 4.0 és Windows 98 rendszereken. A 2007. október 18-án megjelenő 2.0.0.8 verzió az első verzió, mely már támogatja a Mac OS X 10.5 platformot.
A Firefox 2-ben fejlődött a füles böngészés, kiegészítő-kezelő, a felhasználói felület, valamint a kereső és a szoftver-frissítő motor. Új szolgáltatásként helyet kapott a munkamenet-helyreállító; a helyesírás-ellenőrző; és egy Google által működtetett adathalászat elleni védelem is. Az adathalászat elleni védelem először egy kiegészítő volt, majd később az alapértelmezett program része lett.
A Firefox 2 támogatása 2008. december 18-án járt le.

## Áttekintés
- Megújult megjelenés

A Firefox 2 felhasználói felülete a könnyebb kezelhetőség érdekében megújult, megőrizve a megszokott komponenseket.
- Beépített adathalászat elleni védelem

Az adathalászat elleni védelem figyelmezteti a felhasználót, ha veszélyeztetett oldalra téved és javasolja, hogy térjen vissza a kezdőlapra. Ez a funkció alapértelmezés szerint be van kapcsolva és a látogatott oldal címét összeveti a lokális, vagy az interneten elérhető ismert adathalász oldalak listájával. Ez a lista automatikusan letöltődik és frissül az adathalászat elleni védelem bekapcsolásakor.
- Kibővített keresési funkciók

A Google, Yahoo! vagy az Answers.com keresőszolgáltatást használva, a keresőablakba történő gépeléskor keresési javaslatok jelennek meg egy legördülő menüben. Tovább egyszerűsödött a keresőszolgáltatások hozzáadása, eltávolítása és átrendezése. A Firefox figyelmeztet, ha egy olyan oldalra lép a felhasználó, amelynek keresőszolgáltatása integrálható és felkínálja annak telepítését.
- Továbbfejlesztett lapkezelés

A Firefox az új oldalakat alapértelmezésben egy új lapon nyitja meg. Minden egyes lap saját bezáró gombbal rendelkezik. Gyakorlott felhasználóknál, akik túl sok lapot nyitnak meg egyszerre ahhoz, hogy azok egyetlen ablakban kényelmesen elférjenek, gördítőnyilak jelennek meg mindkét oldalon, amellyel a lapok között lehet váltani. A jobb oldalon található gomb segítségével megtekintheti a lapok listáját. A bezárt lapok listája az Előzmények > Nemrég bezárt lapok menüpont alatt található, ahonnan könnyedén újra megnyithatók a véletlenül bezárt oldalak.
- Munkamenet visszaállítása

Ez a funkció visszaállítja az előző munkamenetben nyitva hagyott ablakokat, lapokat, szövegmezőbe beírt információt, valamint a folyamatban lévő letöltéseket. Automatikusan aktiválódik, frissíti a programot vagy valamelyik kiterjesztését és a felhasználó eldönteni, hogy folytatni kívánja-e az előzőleg félbehagyott munkamenetet.
- RSS hírforrások megtekintése és előfizetése

A felhasználók eldönthetik, a webes hírforrások (mint amilyen ez is) kezelésének módját, amelyekre feliratkozhat valamely webszolgáltatáson keresztül, használhatja kedvenc hírolvasó-programjával vagy Élő könyvjelzőként. A My Yahoo!, Bloglines és a Google Reader webszolgáltatásai automatikusan kiválaszthatók, de bármilyen webszolgáltatás hozzáadható, amely kezeli az RSS formátumot.
- Folyamatos helyesírás-ellenőrzés

Az új beépített helyesírás-ellenőrzés lehetőséget biztosít arra, hogy a weboldalakon használt szövegek helyesírása már beíráskor ellenőrzésre kerüljön bármilyen külső alkalmazás nélkül.
- Élő könyvjelzők

Amennyiben egy weboldal rövid ismertetőt, úgynevezett microsummary (rendszeres frissített, az oldallal kapcsolatos legfontosabb információk) szolgáltatást biztosít, a felhasználók "Élő könyvjelzőt" készíthetnek. Az ily módon publikált információ mennyiségéből adódóan tökéletesen illeszkedik a könyvjelzők méretéhez, amit az oldal üzemeltetője folyamatosan változtathat. Számos olyan weboldal létezik, amely Élő könyvjelzőket biztosít, valamint számos Kiegészítő létezik, amely Élő könyvjelzőket készít népszerű weboldalakról.
- Továbbfejlesztett kiegészítőkezelés

Az új kiegészítőkezelővel a Kiegészítők és a Témák közös felületen, egyszerűen tarthatók karban.
- JavaScript 1.7

A JavaScript 1.7 nyelv számos új funkcióval rendelkezik, valamint tartalmazza a JavaScript 1.6 funkcióit is.
- Kibővített keresőbővítmény formátum

A Firefox keresősáv formátuma mostantól támogatja a Sherlock és OpenSearch formátumokat, lehetőséget biztosítva a keresőknek a keresési javaslatok küldésére.
- Frissített Kiterjesztéskezelő rendszer

Az új Kiterjesztéseket kezelő rendszer nagyobb biztonságot nyújt és lehetőséget biztosít a Kiterjesztések egyszerűbb lokalizációjára is.
- Kliens-oldali munkamenet és állandó tároló

A kliensoldali adatok strukturált támogatása lehetővé teszi a webes tranzakciók jobb és gyorsabb kezelését nagy mennyiségű adat, például dokumentumok és postafiókok esetén. Ez a funkció a WHATWG specifikáció alapján készült.
- SVG szöveg

Az svg:textpath specifikáció implementálásával megjeleníthetők olyan SVG szövegek, amelyek görbére vagy formára illeszkednek.
- Új windowsos telepítő

A Nullsoft Scriptable Install System telepítőjét használva számos hiba került kiküszöbölésre.

## A Firefox 2 piaci részesedése
| A Firefox piaci részesedése verziókra bontva – NetApplications.com, 2009. július |        |
| Firefox 1.0                                                                      | 0,05%  |
| Firefox 1.5                                                                      | 0,16%  |
| Firefox 2.0                                                                      | 1,45%  |
| Firefox 3.0                                                                      | 16,21% |
| Firefox 3.5                                                                      | 4,54%  |
| Összes verzió együttvéve                                                         | 22,47% |

A Softpedia egyik cikkében a következőképpen foglalta össze a helyzetet a Firefox 2 megjelenése után: "Az IE6 birtokolja a böngészőpiac oroszlánrészét 77,22%-kal. Az IE7 3,18%-ra kúszott fel, míg a Firefox 2 0,69% állt."
A Softpedia egyik cikke 2007 júliusában felhívta a figyelmet arra, hogy "a Firefox 2 folyamatosan terjeszkedik az IE7 megjelenése ellenére. A 2006. októberi 0,69%-ról 11,07%-ra növekedett a részesedése a piacon. A Mozilla még az 1.5 verziót is feláldozta a nyílt forráskódú böngésző 2.0 verziójának érdekében, ugyanis júniusban megszüntették az 1.5 támogatását, melynek következtében az előző verzió (1.5) részesedése 2,85%-ra esett vissza."
A Firefox 2 a Firefox 3 megjelenésekor sokat veszített részesedéséből; a NetApplications szerint a megjelenést követő 24 órán belül a 3 verzió részesedése 1%-ról 3%-ra emelkedett. 2008-ban a Firefox 2 fokozatosan átadta helyét a Firefox 3-nak. 2009 elejére 3% alá esett a részesedése, ekkor már a 3-as verzió volt a legelterjedtebb verzió.

## Kompatibilitás
| Operációs rendszer                                      | Operációs rendszer                                      | Kompatibilitás     |
| ------------------------------------------------------- | ------------------------------------------------------- | ------------------ |
| Linux kernel 2.2.14 és az újabbak (with some libraries) | Linux kernel 2.2.14 és az újabbak (with some libraries) | 2.0.0.20           |
| Apple Mac OS X                                          | v10.1 Puma                                              |                    |
| Apple Mac OS X                                          | v10.2 Jaguar-10.3 Panther                               | 2.0.0.20           |
| Apple Mac OS X                                          | v10.4 Tiger                                             | 2.0.0.20           |
| Apple Mac OS X                                          | v10.5 Leopard                                           | 2.0.0.8 - 2.0.0.20 |
| OS/2 és eComStation                                     | OS/2 és eComStation                                     | 2.0.0.20           |
| Microsoft Windows                                       | 95                                                      |                    |
| Microsoft Windows                                       | NT 4/98/Me                                              | 2.0.0.20           |
| Microsoft Windows                                       | 2000/XP/2003/Vista/ Home Server/2008                    | 2.0.0.20           |

A Mozilla Firefox egy platformfüggetlen böngésző, így számos operációs rendszert támogat. A hivatalos letöltőoldaláról a következő verziók tölthetőek le:
- Microsoft Windows: a Windows 98-at még támogatja, de a Firefox 2.0.0x sorozat az utolsó Firefox, amely támogatja ezt a rendszert. A javasolt rendszer a letöltési lap szerint a Windows XP, de emellett működik Windows ME és 2000 alatt is.
  - A minimum rendszerkövetelmény 233 MHz processzor, 64 MB RAM, és 50 MB szabad tárterület.
  - A javasolt rendszerkövetelmény azonban 500 MHz processzort, 256 MB RAM-ot és 100 MB szabad tárterületet ír elő.

Nem hivatalosan egy kis átalakítás után Windows 95 rendszeren is működik a 2-es verzió.
- Mac OS X
  - A minimum rendszerkövetelmény: PowerPC G3 processzor, 128 MB RAM, 75 MB szabad tárterület, Mac OS X 10.2.x.
  - A javasolt konfiguráció: PowerPC G4 vagy Intel processor, 512 MB RAM, 150 MB szabad tárterület.
- Linux
  - A minimum rendszerkövetelmény: 233 MHz processzor, 64 MB RAM, 50 MB szabad tárterület, Linux kernel 2.2.14 (glibc 2.3.2, XFree86-3.3.6, gtk+2.0, fontconfig/xft és libstdc++5)
  - A javasolt rendszerkövetelmény pedig 500 MHz processzor, 256 MB RAM, 100 MB szabad tárterület, újabb Linux disztribúció.

## Verziótörténet
| Böngésző neve     | Gecko verzió | Verzió   | Kódneve              | Megjelenés dátuma    | Jelentős változtatások |
| ----------------- | ------------ | -------- | -------------------- | -------------------- | --- |
| Mozilla Firefox 2 | 1.8.1        | 2.0a1    | Bon Echo Alpha 1     | 2006. március 22.    | Az első Firefox 2.0 alfa kiadás. |
| Mozilla Firefox 2 | 1.8.1        | 2.0a2    | Bon Echo Alpha 2     | 2006. május 12.      | A linkek alapértelmezetten új lapon nyílnak meg. Minden fülön megjelenik a bezárás gomb. A szövegmezőkbe írt szövegeket beépített helyesírás-ellenőrző ellenőrzi. A munkamenet helyreállító a böngésző összeomlása után helyreállítja a lapokat. Keresési javaslatok a Google és Yahoo! használata során. Új bővítmény kereső és kiegészítőkezelés. Web feed preview. Könyvjelző mini-összefoglaló. A kiegészítőkezelő rendszer frissítése. A Sherlock és OpenSearch támogatása. SVG támogatása az svg:textPath segítségével. |
| Mozilla Firefox 2 | 1.8.1        | 2.0a3    | Bon Echo Alpha 3     | 2006. május 26.      | Adathalászat elleni védelem. Google és Yahoo! használatakor a keresési javaslatok is megjelennek a keresési előzmények mellett a keresőmezőben. Kliensoldali adattárolás támogatása. |
| Mozilla Firefox 2 | 1.8.1        | 2.0b1    | Firefox 2.0 Beta 1   | 2006. július 12.     | Tovább fejlesztett feed támogatás. Egy új NSIS-alapú telepítő. JavaScript 1.7. Fokozott biztonság és nyelvi támogatás a kiegészítőkhöz. |
| Mozilla Firefox 2 | 1.8.1        | 2.0b2    | Firefox 2.0 Beta 2   | 2006. augusztus 31.  | Winstripe téma frissítése: új navigációs ikonok, frissült az URL címsor (új Ugrás gomb a címsorban), frissült a keresőmező, a tab-sáv, összes lap gomb (mellyel az összes megnyitott lapot egy felugró listában meg lehet tekinteni). |
| Mozilla Firefox 2 | 1.8.1        | 2.0 RC1  |                      | 2006. szeptember 26. | Első kiadásra jelölt változat. |
| Mozilla Firefox 2 | 1.8.1        | 2.0 RC2  |                      | 2006. október 6.     | Második kiadásra jelölt változat. |
| Mozilla Firefox 2 | 1.8.1        | 2.0 RC3  |                      | 2006. október 16.    | Harmadik kiadásra jelölt változat. |
| Mozilla Firefox 2 | 1.8.1        | 2.0      | Firefox 2 "Bon Echo" | 2006. október 24.    | 2.0 verzió hivatalos megjelenése. Hivatalos nyelvi változatok megjelenése. A végleges verzió megegyezik a 2.0 RC3-mal. |
| Mozilla Firefox 2 | 1.8.1        | 2.0.0.1  |                      | 2006. december 19.   | Stabilitás fejlesztése, valamint a biztonsági hibák javítása. |
| Mozilla Firefox 2 | 1.8.1        | 2.0.0.2  |                      | 2007. február 23.    | Stabilitás fejlesztése, valamint a biztonsági hibák javítása. |
| Mozilla Firefox 2 | 1.8.1        | 2.0.0.3  |                      | 2007. március 20.    | Regressziók és biztonsági hibák javítása. |
| Mozilla Firefox 2 | 1.8.1        | 2.0.0.4  |                      | 2007. május 30.      | Stabilitás fejlesztése, valamint a biztonsági hibák javítása. |
| Mozilla Firefox 2 | 1.8.1        | 2.0.0.5  |                      | 2007. július 17.     | Biztonsági és stabilitási hibák kiküszöbölése. |
| Mozilla Firefox 2 | 1.8.1        | 2.0.0.6  |                      | 2007. július 30.     | Biztonsági és stabilitási hibák kiküszöbölése. |
| Mozilla Firefox 2 | 1.8.1        | 2.0.0.7  |                      | 2007. szeptember 18. | Biztonsági hiba javítása. |
| Mozilla Firefox 2 | 1.8.1        | 2.0.0.8  |                      | 2007. október 18.    | Biztonsági hiba javítása, Mac OS X 10.5 támogatása. |
| Mozilla Firefox 2 | 1.8.1        | 2.0.0.9  |                      | 2007. november 1.    | Stabilitási hibák javítása. |
| Mozilla Firefox 2 | 1.8.1        | 2.0.0.10 |                      | 2007. november 26.   | Biztonsági hiányosságok javítása. |
| Mozilla Firefox 2 | 1.8.1        | 2.0.0.11 |                      | 2007. november 30.   | Egy, már az előző verzióban (2.0.0.10) ismert probléma javítása. |
| Mozilla Firefox 2 | 1.8.1        | 2.0.0.12 |                      | 2008. február 7.     | Biztonsági és stabilitási hibák kiküszöbölése. |
| Mozilla Firefox 2 | 1.8.1        | 2.0.0.13 |                      | 2008. március 25.    | Biztonsági és stabilitási hibák kiküszöbölése. |
| Mozilla Firefox 2 | 1.8.1        | 2.0.0.14 |                      | 2008. április 16.    | Stabilitási hibák javítása. |
| Mozilla Firefox 2 | 1.8.1        | 2.0.0.15 |                      | 2008. július 1.      | Biztonsági és stabilitási hibák kiküszöbölése. |
| Mozilla Firefox 2 | 1.8.1        | 2.0.0.16 |                      | 2008. július 15.     | Biztonsági hibák javítása. |
| Mozilla Firefox 2 | 1.8.1        | 2.0.0.17 |                      | 2008. szeptember 23. | Biztonsági és stabilitási hibák kiküszöbölése. |
| Mozilla Firefox 2 | 1.8.1        | 2.0.0.18 |                      | 2008. november 12.   | Biztonsági és stabilitási hibák kiküszöbölése. |
| Mozilla Firefox 2 | 1.8.1        | 2.0.0.19 |                      | 2008. december 16.   | Biztonsági és stabilitási hibák kiküszöbölése. |
| Mozilla Firefox 2 | 1.8.1        | 2.0.0.20 |                      | 2008. december 18.   | Egyetlenegy biztonsági hiba javítása. A 2.0.0.x sorozat vége. |